# Nancy Roman

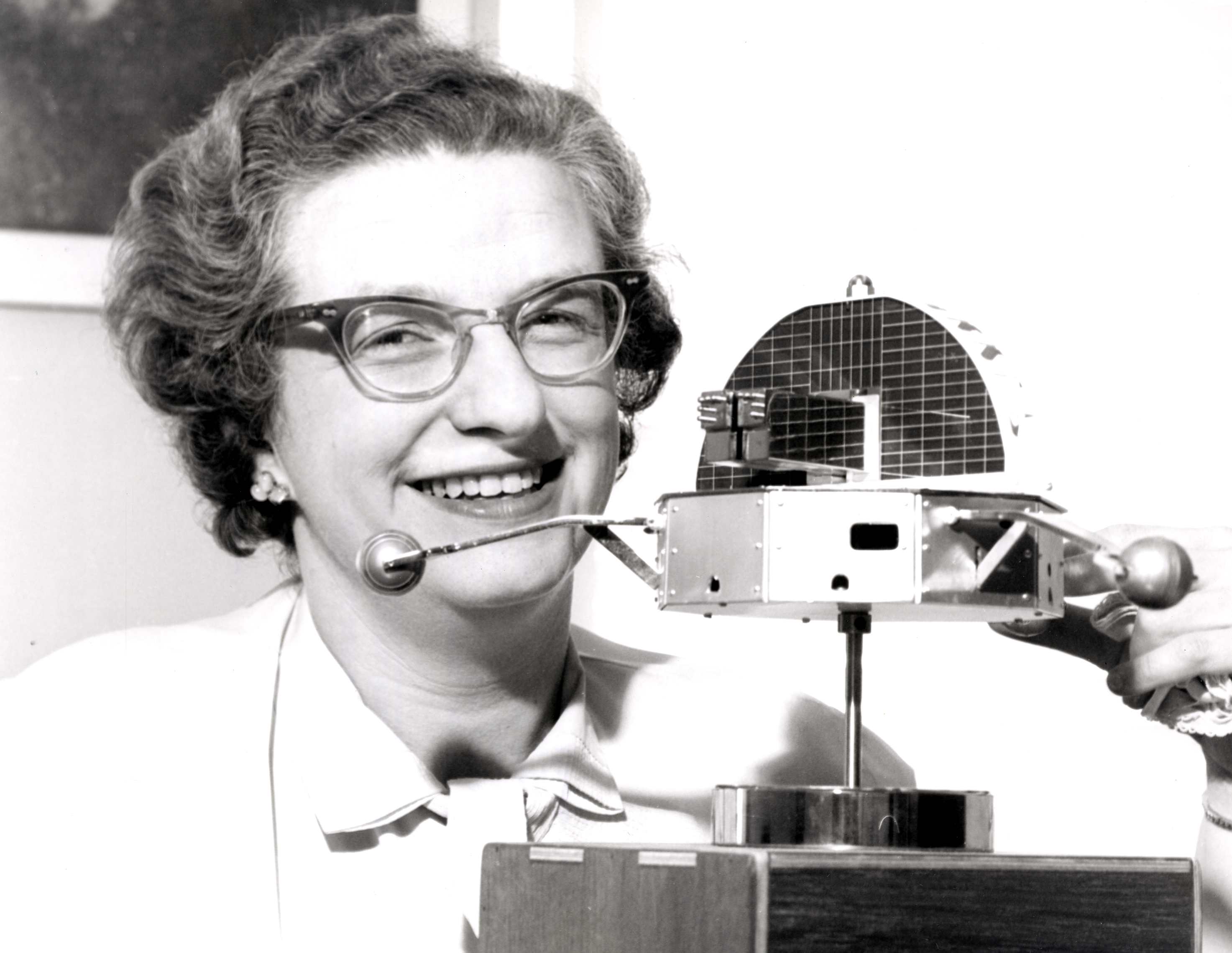
Nancy Roman mit dem Modell eines Orbiting Solar Observatory (1962)

Nancy Grace Roman (* 16. Mai 1925 in Nashville, Tennessee; † 25. Dezember 2018) war eine US-amerikanische Astronomin und der erste Chief of Astronomy and Relativity Programs der NASA. Da sie maßgeblich an der Planung für das Hubble-Weltraumteleskop beteiligt war, wird sie oft als Hubbles Mutter (englisch: Mother of Hubble) bezeichnet. Nach ihr ist das Nancy Grace Roman Space Teleskop benannt.

## Leben

### Jugend und Ausbildung
Nancy Roman war das einzige Kind des Geophysikers Irwin Roman und der Lehrerin Georgia Frances Smith. In einem Interview beschrieb sie ihre Eltern als ihre größte Inspiration, da sie ihr von klein auf die Natur zeigten und naturwissenschaftliche Fragen beantworteten. Im Alter von vier Jahren war sie bereits fasziniert vom Mond und als Elfjährige, als sie in Reno, Nevada lebte, organisierte sie für ihre Freunde einen Astronomieklub, wo sie die Sternbilder erlernten. 1937 zog die Familie nach Baltimore, Maryland, wo sie die Highschool besuchte. In der siebten Klasse stand für Roman fest, dass sie Astronomin werden wollte, obwohl Frauen in der damaligen Zeit von naturwissenschaftlichen Karrieren abgeraten wurde.

„Ich erinnere mich immer noch, wie ich in der Highschool meine Beratungslehrerin um Erlaubnis fragte, ein zweites Jahr Algebra nehmen zu können statt ein fünftes Jahr Latein. Sie sah mich von oben herab an und spöttelte: ‚Welche Dame würde Mathematik wählen statt Latein?‘ Diese Art von Zuspruch bekam ich die meiste Zeit.“

Auch während ihres Studiums am Swarthmore College musste Roman sich mit Unverständnis und Entmutigungen auseinandersetzen. Ihren Angaben zufolge versuchte die Dekanin aktiv, alle Studentinnen davon abzubringen, einen Abschluss als Naturwissenschaftlerin oder Ingenieurin zu machen. Erst während ihres dritten Studienjahres erhielt sie etwas Aufmunterung vom Fakultätsvorsitzenden für Physik, der ihr sagte: „Normalerweise versuche ich es Frauen auszureden, einen Master in Physik zu machen, aber ich glaube, Sie könnten es vielleicht schaffen.“ Trotz der Einstellung der Dozenten in der Graduate School, sie solle „einfach abgehen und heiraten“, erwarb sie im Jahr 1949 den Doktorgrad in Astronomie an der University of Chicago.

### Karriere
Von 1949 bis 1955 war Roman an der Universität als Dozentin und im Yerkes-Observatorium in der Forschung tätig. In dieser Zeit erkannte sie, dass sonnenähnliche Sterne, die schwere Elemente aufweisen, sich nahezu kreisförmig um das Zentrum der Galaxie und nahe der Galaxienebene bewegen, während Sterne mit leichteren Elementen ferner der Galaxienebene elliptische Bahnen um das Zentrum ziehen. Auch stellte sie fest, dass Sterne mit der gleichen Zusammensetzung unterschiedlich alt sein können. Damit ließen sich erste Schlüsse auf die Evolution der Milchstraße ziehen. Im Rahmen ihrer Forschung über die Zusammensetzung von Sternen und ihrer Verteilung in der Milchstraße fiel ihr der Stern BD+67 922 auf, heute bekannt unter der Bezeichnung AG Draconis. Angeblich sollte er der Sonne ähnlich sein, jedoch unterschied sich sein Emissionsspektrum gravierend von dem der Sonne. Nach einer gründlichen Analyse veröffentlichte Roman ihre Beobachtungen in der Fachzeitschrift The Astrophysical Journal.
Da es für Frauen nach wie vor sehr schwer war, unbefristete Anstellungen in der Forschung zu bekommen, nahm Roman 1955 ein Angebot des Naval Research Laboratory an, im Bereich der noch sehr neuen Radioastronomie. Dort fertigte Roman u. a. eine Karte der Galaxie bei einer Wellenlänge von 67 Zentimetern an. Auch nahm sie an Radarmessungen teil, die dabei halfen, die Entfernung zwischen Erde und Mond genauer zu bestimmen. Im Jahr 1956 erhielt sie eine Einladung, zur Einweihung einer Sternwarte nach Armenien zu reisen, damals Teil der Sowjetunion. Wie sich herausstellte, hatte der neue Direktor ihre Veröffentlichung über BD+67 922 gelesen und sie deshalb eingeladen. Nach ihrer Rückkehr hielt sie eine Reihe von Vorträgen über ihre Reise sowie Vorlesungen über Astronomie, wodurch ihr Name bekannt wurde.

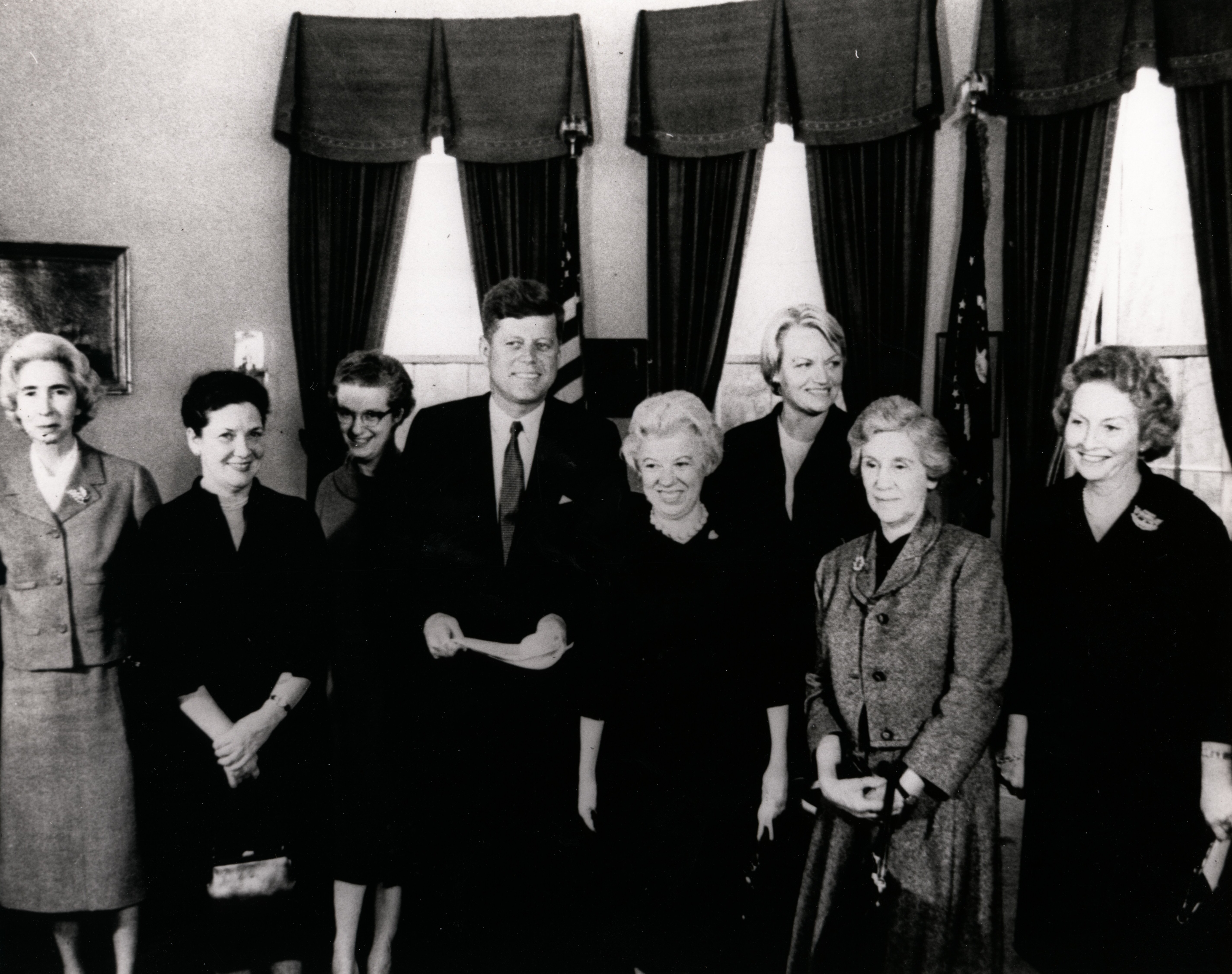
Nancy Roman (3.v.l.) mit Präsident John F. Kennedy bei der Verleihung des Federal Woman’s Award 1962

Im Zuge der Gründung der NASA wurden viele Wissenschaftler des Naval Research Laboratory von ihr übernommen. Als Roman eine Vorlesung über den Ursprung des Mondes besuchte, wurde sie von ihrem ehemaligen Kollegen Jack Clark gefragt, ob sie jemanden kannte, der bei der NASA eine Abteilung für Weltraumastronomie aufbauen wollte. Da das Projekt sie reizte, nahm sie selbst die Stelle an und wurde somit der erste Chief of Astronomy and Relativity Programs, so war sie eine der ersten Frauen überhaupt, die bei der NASA eine Führungsposition erhielten.
Unter ihrer Leitung wurde das Orbiting Solar Observatory-1 entwickelt und im März 1962 ins All geschossen. Auch das Orbiting Astronomical Observatory 3 sowie der International Ultraviolet Explorer (kurz: IUE) und der Infrared Astronomical Satellite gingen aus ihrem Programm hervor. Alles in allem zeichnete ihr Programm verantwortlich für Ballons, Höhenforschungsraketen und 20 Satelliten. Zusätzlich bereitete sie Astronauten auf astronomische Besonderheiten während ihrer Mission im All vor, darunter auch die Crew von Apollo 11 und alle drei Besatzungen von Skylab.

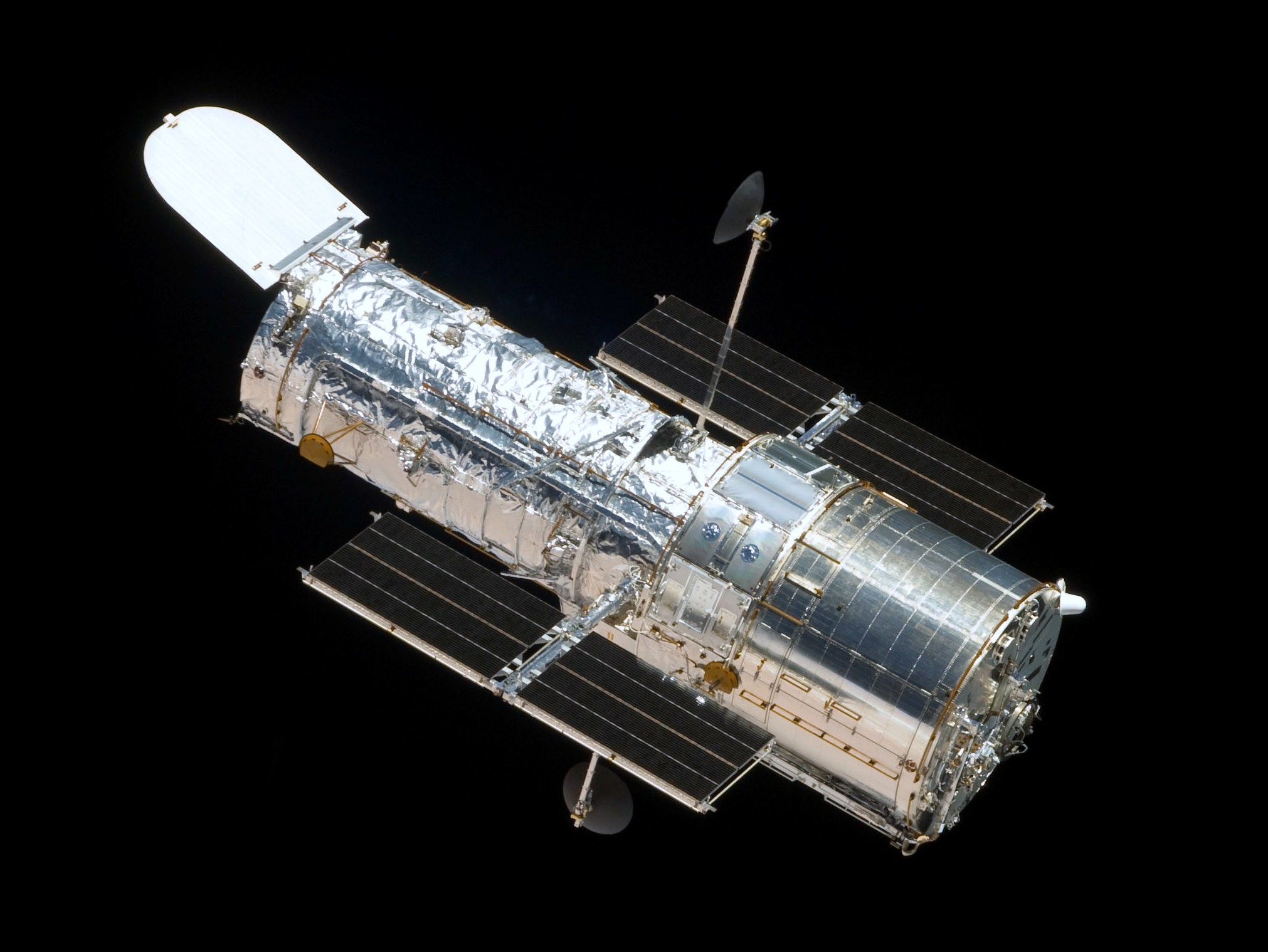
Hubble-Weltraumteleskop

Von Anfang an unterstützte Roman nachdrücklich Lyman Spitzers Idee eines Weltraumteleskops. Zusammen mit Astronomen aus dem ganzen Land und einigen Ingenieuren der NASA gründete sie ein Komitee, um ein solches Projekt zu diskutieren. Dabei berücksichtigte sie sowohl die Vorstellungen der Wissenschaftler als auch die technischen Möglichkeiten, bis ein durchführbares Konzept für das spätere Hubble-Weltraumteleskop feststand, das 1990 ins All befördert wurde. Von einem ihrer Nachfolger, Dr. Edward Weiler, erhielt sie für ihr Engagement den Spitznamen „Hubbles Mutter“ mit der Begründung:

„Leider hat die Geschichte heute im Zeitalter des Internets einiges vergessen, aber in den alten Tagen vor dem Internet, vor Google, E-Mail und alledem, war es Nancy, die tatsächlich dabei half, das Hubble-Weltraumteleskop zu vermarkten, die Astronomen zu organisieren und schließlich den Kongress zu überzeugen, es zu finanzieren.“

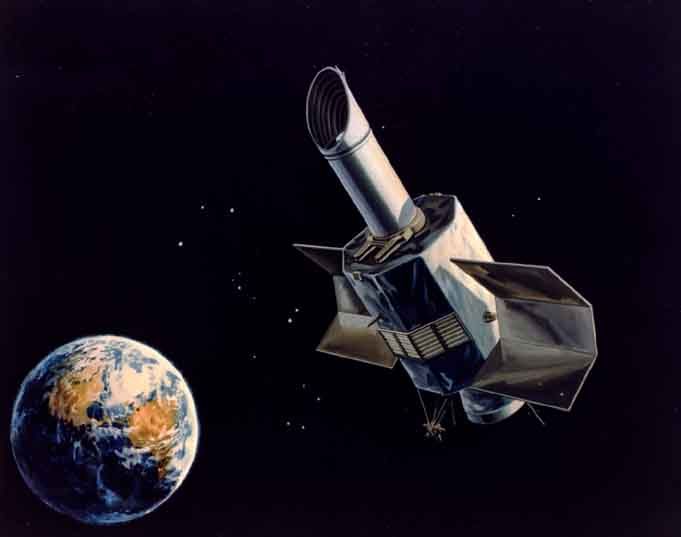
International Ultraviolet Explorer

Trotz dieser Assoziation mit Hubble bezeichnete Roman stets den International Ultraviolet Explorer als ihren größten Stolz. Das Hubble-Weltraumteleskop, so Roman, wäre auch ohne sie entstanden, nur möglicherweise anders und zu einem anderen Zeitpunkt. Der IUE hingegen wäre ohne sie nicht entstanden:

„Ich glaube, ich bin so unglaublich stolz darauf, weil ich wirklich hart für dieses Projekt arbeiten musste. Die astronomische Gemeinschaft wäre nicht auf die Barrikaden gegangen, wenn es nicht geflogen wäre, dafür war es nicht eindeutig genug. Insbesondere die Röntgenastronomie, die damals politisch sehr viel einflussreicher war als die optische und die ultraviolette Gemeinschaft, war strikt dagegen, weil sie fanden, dass es ihnen Gelder wegnahm.“

Im Jahr 1979 musste Roman sich um ihre inzwischen alte Mutter kümmern und nahm das Angebot der NASA an, mit 54 Jahren vorzeitig in den Ruhestand zu treten. Dennoch suchte sie nach einer Teilzeitarbeit und wurde, nachdem sie einen Kurs in Fortran besucht hatte, von 1980 bis 1988 Beraterin bei ORI, Inc., später bei McDonnell Douglas, die Verträge mit dem Goddard Space Flight Center hatten. Schließlich arbeitete sie für das Goddard Space Flight Center selbst, dessen Direktorin sie 1995 wurde. Ab dem Jahr 1998 widmete sich Roman verstärkt ehrenamtlichen und sozialen Tätigkeiten. So las sie Menschen mit Leseschwäche bzw. Blinden astronomische Bücher vor, arbeitete mit Schulklassen und schickte Wissenschaftler und Ingenieure zu Schulen in ärmlichen Gegenden. Auch hielt sie Vorträge und ermutigte junge Frauen stets, naturwissenschaftliche Berufe zu ergreifen.

## Auszeichnungen und Würdigungen
- 1962: Federal Woman’s Award

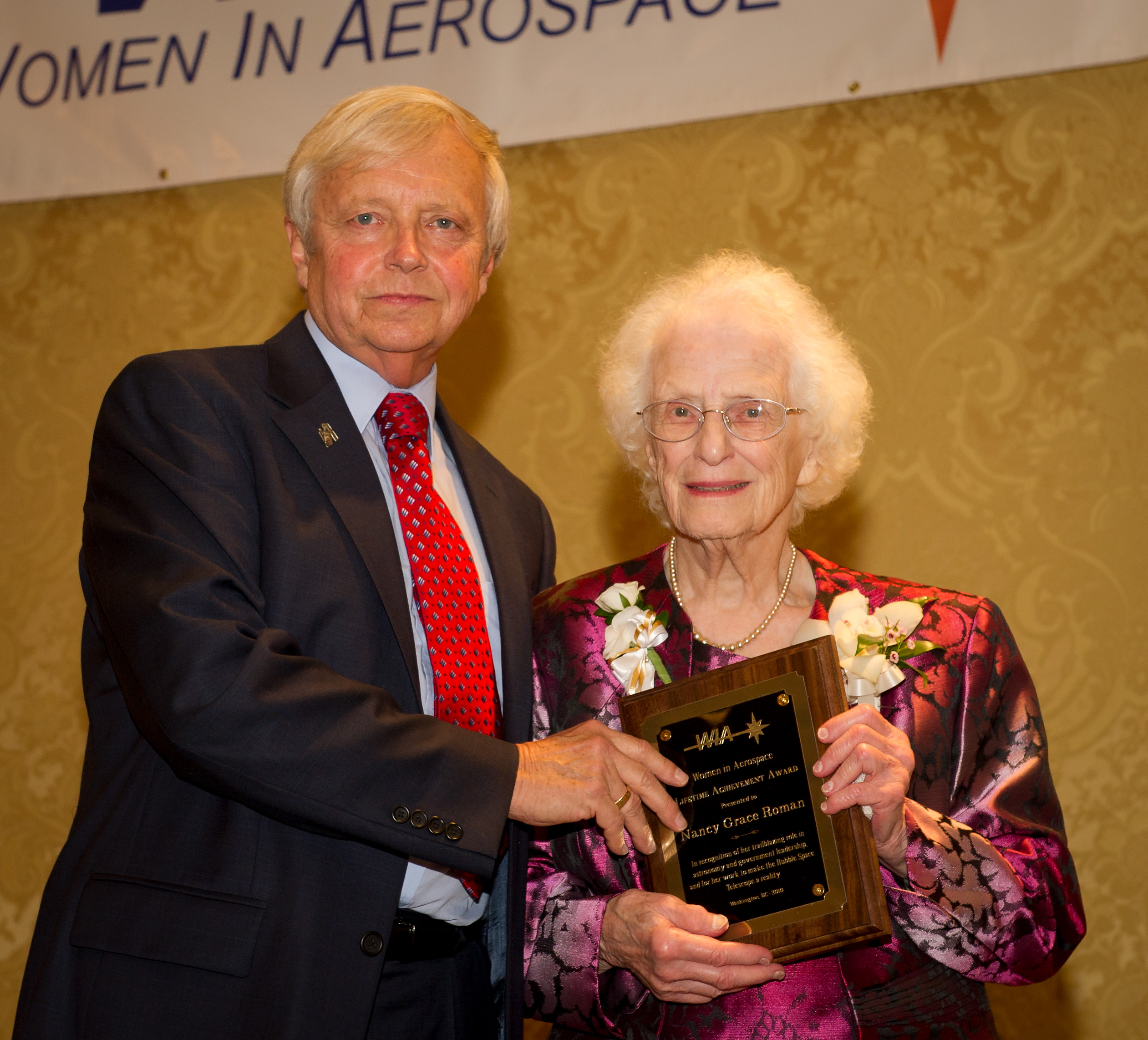
Nancy Roman mit Dr. Edward Weiler bei der Verleihung des Women in Aerospace Lifetime Achievement Award im Jahr 2010

- 1969: Exceptional Scientific Achievement Medal der NASA
- 1980: William Randolph Lovelace II Award der American Astronaut Association
- 2010: Lifetime Achievement Award von Women in Aerospace[7]
- 2020: Umbenennung des WFIRST-Weltraumteleskopprojekts in Nancy Grace Roman Space Telescope[8]

Roman erhielt die Ehrendoktorwürde für das Russell Sage College, das Hood College, das Bates College sowie das Swarthmore College. Nach ihr wurde 1985 der Asteroid (2516) Roman benannt. Auch die Nancy Grace Roman Technology Fellowship in Astrophysics der NASA ist nach ihr benannt. Bei letzterem handelt es sich um ein Programm zur Förderung neuer Technologien für Weltraumforschung und Astrophysik. Im Jahr 2017 brachte zudem Lego eine Reihe „NASA-Frauen“ heraus, die u. a. Figuren von Nancy Roman, Margaret Hamilton, Mae Jemison und Sally Ride beinhalteten und die sich sofort großer Beliebtheit erfreute.

## Veröffentlichungen
- 1949: The Ursa Major Group (Doktorarbeit) im Astrophysical Journal, Ausgabe 110
- 1953: The Spectrum of BD+67°922 im Astrophysical Journal, Ausgabe 117
- 1955: A Catalogue of High-Velocity Stars im Astrophysical Journal Supplement, Ausgabe 2
- 1958: (Hrsg.), Comparison of large-scale structure of the galactic system with that of other stellar systems, Cambridge University Press, Cambridge.
- 1959: Planets of Other Suns im Astronomical Journal, Ausgabe 64
- 1987: Identification of a Constellation from a Position in Publications of the Astronomical Society of the Pacific, Ausgabe 99